# Breitasch
Breitasch ist ein Ortsteil der Gemeinde Bockhorn im Landkreis Erding in Oberbayern.

## Geografie
Das Dorf liegt vier Kilometer südlich von Bockhorn entfernt.

## Verkehr
Die Staatsstraße 2084 verläuft einen Kilometer nördlich.

Ortsansicht Breitasch von Nordost